# Кирилловский сельсовет (Арзамасский район)
Кири́лловский сельсовет — упразднённое сельское поселение в Арзамасском районе Нижегородской области Российской Федерации.
Административный центр — село Кирилловка.

## История
Статус и границы Морозовского и Успенского сельсоветов установлены Законом Нижегородской области от 15 июня 2004 года № 60-З «О наделении муниципальных образований - городов, рабочих поселков и сельсоветов Нижегородской области статусом городского, сельского поселения»
Образован в 2009 году в результате объединения Морозовского и Успенского сельсоветов.
Упразднён 1 января 2023 года.

## Население
| 2002  | 2010  | 2012  | 2013  | 2014  | 2015  | 2016  |
| ----- | ----- | ----- | ----- | ----- | ----- | ----- |
| 2934  | ↘2671 | ↗2685 | ↗2727 | ↗2739 | ↗2745 | ↘2721 |
| 2017  | 2018  | 2019  | 2020  | 2021  |       |       |
| ↗2752 | ↗2772 | ↘2736 | ↘2682 | ↗3065 |       |       |

## Состав сельского поселения
| №  | Населённый пункт | Тип населённого пункта            | Население |
| -- | ---------------- | --------------------------------- | --------- |
| 1  | Буревестник      | посёлок                           | ↘1        |
| 2  | Кирилловка       | село, административный центр      | ↗1555     |
| 3  | Медынцево        | село                              | ↘74       |
| 4  | Морозовка        | село                              | ↘331      |
| 5  | Новинки          | посёлок                           | ↘9        |
| 6  | Поляна           | посёлок                           | →10       |
| 7  | Протопоповка     | село                              | ↘371      |
| 8  | Саблуково        | село                              | ↘89       |
| 9  | Свобода          | посёлок                           | ↘3        |
| 10 | Трактовый        | посёлок железнодорожного разъезда | ↘8        |
| 11 | Успенское 1-е    | деревня                           | ↘202      |
| 12 | Успенское 2-е    | деревня                           | ↘18       |